# MapleStory
MapleStory je MMORPG od asijské společnosti Wizet. Dělí se do několika regionů a následně do několika serverů. Regiony jsou Korea, Japan, China, Taiwan, Thailand, Global (Nexon.), Maple S.E.A. a Europe (Nexon Europe). Všechny regiony až na Europe jsou spuštěny a aktualizovány téměř každý den. V každém regionu hraje více než milion lidí.
Hra si získala svou popularitu především díky vzhledu postaviček, který se dá přizpůsobovat jednotlivým hráčům, díky jednoduché animaci a grafice jemně napodobující anime a manga. Díky oblečení a cash-items (věci koupené za reálné peníze) může každý vypadat jak chce, mít odlišný účes, atd. Přestože je hra ve stylu plošinová 2D skákačka, těžiště hry spočívá ve skillech nebo kouzlech postav.

## Způsob hry
Hra má několik postav – Warrior, Mage, Archer, Thief, Pirate, Aran, Evan, Knight of Cygnus a Beginner (začátečník). Jakmile hráč začíná, je pouze Beginner, ale poté, na levelu 10 nebo 8 (Mage), si zvolí svou první práci, a pak už bojuje, hledá věci, leveluje atd. Na každém levelu (1–200) získává hráč tři skill-points a pět attribute-points. AP slouží k zvyšování útoku, života, many, obrany či jiných statů důležitých pro postavu ( např. warrior potřebuje nejvíce sílu, mage inteligenci, archer obratnost a thief štěstí . SP jsou ke zvyšování skillů, tedy pasivních nebo aktivních schopností charakteru – je například možné zvolit házení dvou hvězdice namísto jedné nebo silnější léčivá kouzla. Každý job je možné několikrát „upgradovat“ a získat další skilly a kouzla.
První job je možné získat od 10. levelu na ostrově Victoria v městě podle druhu práce. Výjimkou je kouzelník, který má možnost získat job už od 8. levelu. Druhý job je možné získat od 30. levelu, třetí job pak od 70. levelu a čtvrtý od 120. levelu. Existuje přes stovky (ne li tisíce) druhů příšerek a pět ostrovů. Každá příšerka je unikátní a může z ní při souboji vypadnout nějaký předmět. S předměty je možné obchodovat, platidlo se nazývá „mesos“. Předměty je možné nosit v inventáři. Je omezen počet předmětů, které je možné nosit najednou.
Máte zde také omezený inventář. Můžete u sebe nosit jen omezený počet věcí. Předměty se dělí do několika skupin, nejdůležitější jsou: Equip slot (zbraně a oblečení), Use (na lahvičky léčení života a many, na házecí hvězdy či šípy, atd.) a ETC (např. steel ore nebo diamond ore na vyrábění zbraní nebo na questy).
Věci v equip slotu se dají vylepšit pomocí scrollů (light scroll – 10%, 60% dark scroll – větší šance na vylepšení, ale pokud se nepovede, je zde 50% šance na zničení scrollované věci; 30%, 70 %). Dále existují special scrolly – chaos scroll, white scroll, GM/Miracle scroll (účinek jako 10% scroll, ale 100% šance) a clean slate scroll (1%, 3%, 5%, 20% – vytvoří nový slot na scrollování).
Na Nexon Europe je možné prodávat některé věci i za NX (NEXON CASH).